# American Atheists
American Atheists (em português:  Americanos Ateus - tradução livre) é uma organização sem fins lucrativos nos Estados Unidos dedicada a defender as liberdades civis dos ateus e a completa separação entre Igreja e Estado. Ela promove palestras em faculdades, universidades, clubes e meios de comunicação. Ela também publica livros e a revista trimestral American Atheist, editada por Pamela Whissel. A organização foi fundada por Madalyn Murray O'Hair.